# Целевое командование
Целевое командование ( англ. mission command ), также известное как целевая тактика (англ. mission-type tactics)    —  стиль военного командования; происходит от прусской доктрины децентрализации командования, сочетающей централизованное планирование с принципом субсидиарности, что способствует эффективности и скорости действий, а также инициативе в рамках определенных ограничений. 
Подчиненным доводят планы командира, их боевые цели и задания и контекст этих целевых задач, а также сообщают, какой цели им нужно достичь и причины такой необходимости. Затем подчиненные сами решают в рамках делегированной им свободы действий, как лучше достичь поставленных целей. Такой стиль командования концептуально близок принципу расширения полномочий на рабочем месте гражданского менеджмента.  Его поддерживают, но не всегда используют военные Соединенных Штатов, Канады, Нидерландов, Австралии и Великобритании. Командование посредством целевых заданий хорошо сочетается  с современными сетево-центрическими концепциями боевых действий и  децентрализованными подходами к управлению войсками в целом. 
Как показывает поражение нацистской Германии во Второй мировой войне, а также США во Вьетнаме и Афганистане, применение принципа целевого командования недостаточно для достижения победы в целом.

## История
Следуя концепции наполеоновских корпусов, крупные армии отказались от передвижения единым блоком. Командиры частей, находясь на удалении, общались посредством донесений, доставляемых конными курьерами и должны были маневрировать согласованно. Начиная с 1807 года, прусское высшее командование начало уделять особое внимание военной философии, которую Мольтке позже описал как:
Благоприятная ситуация никогда не будет использована, если командиры будут ждать приказов. И высший командир и самый молодой солдат должны осознавать тот факт, что ожидание и бездействие хуже, чем использование неправильного средства.
Постоянное внимание к тактической инициативе на самых низких уровнях развивалось в немецкой армии во время Первой мировой войны и приняло форму блицкрига Auftragstaktik во время Второй мировой войны. Несмотря на исключительные достижения вермахта на тактическом уровне, командование НАТО не внедряло метод до 1970-х годов.
Распад Югославии в 1990-х годах привлек контингенты из нескольких современных вооруженных сил в состав сил ООН в виде двух «групп стабилизации» (IFOR и SFOR). В их состав входил отряд NORDBAT 2, состоящий из усиленного шведско-датско-норвежского механизированного батальона UNPROFOR. Пехота отряда состояла из шведских добровольцев, датской роты танков «Леопард» и норвежского вертолётного отряда под шведским командованием. Шведское командование столкнулась с безответственной бюрократией ООН, неясным мандатом и противоречивыми правилами ведения боевых действий, навязанными ООН. В результате, шведы обратились к своей военной доктрине, которая развивалась в течение нескольких десятилетий. Столкнувшись с этическими и практическими проблемами в отношении четких приказов о защите гражданского населения, командиры поняли, что у них нет другого выбора, кроме как игнорировать приказы, противоречащие цели миссии. Принцип командования посредством целевых заданий позволил всем уровням командования интерпретировать приказы, которым можно было не подчиняться, и нарушать правила, если это требовалось для достижения цели.
В ситуации внезапной или неожиданной тактической ситуации войскам, находящимся в боевой готовности приходится действовать с учётом своих возможностей. Так, в 2023 году, когда ХАМАС нарушил границу между Израилем и сектором Газа, командир эскадрильи вертолётов CH-53 позвонил своему другу, командиру парашютно-десантного батальона, предложив оказать поддержку в переброске войск последнего. При этом командование ЦАХАЛа не имело четкой тактической картины. Позднее командир вертолётчиков сообщил по израильскому телевидению, что ему было приказано «Выполнить задание в меру своего понимания».

## Современное использование

### Принципы
- Создавайте сплоченные команды на основе взаимного доверия
- Добивайтесь понимания ситуации на нижнем уровне командования
- Доносите до подчиненных намерения командира
- Поощряйте дисциплинированную инициативу
- Отдавайте приказы с учетом целевого командования
- Обеспечивайте компетентность подчиненных
- Допускайте обоснованный риск[14]

### Демократии
Существует мнение, что целевое командование получило распространение в армиях демократических стран, поскольку этот метод опирается на
либеральные принципы, характерные для стран Запада: доверие, индивидуализм и дух предпринимательства. Поэтому командиры могут задавать лишь общие цели действий, доверяя способы их достижения младшим командирам и даже рядовым, полагаясь на их инициативу и оценку ситуации на месте. Такой подход ускоряет принятие решений и обеспечивает гибкость действий, неожиданных для противника, ожидающего стандартных реакций. Все это позволяет перехватывать инициативу и использовать возникающие возможности для выполнения поставленной задачи.
ВСУ
Во время российского наступления на Киев весной 2022 года, украинские силы, подготовленные западными инструкторами, с успехом использовали тактику целевого командования. Силы ВСУ, разбитые на мелкие группы, действовали против российских танковых колонн, используя переносные средства ПТО и ПВО западного производства. В ситуациях близкого соприкосновения с противником такая тактика оказалась особенно эффективна: численно-превосходящие российские войска были вынуждены отступить.

### Автократии
Вермахт
Некоторые автократические режимы с успехом использовали принципы целевого командования. Во время Второй мировой войны немецкое командование использовало тактику скоротечной маневренной войны (нем.  Auftragstaktik), во многом аналогичную методу целевого командования. Эта тактика позволила вермахту достигать быстрых побед на начальном этапе войны, как на Западном, так и на Восточном фронте. Полевое наставление для солдат вермахта от 1933 года предписывало рядовым вести «независимые и решительные действия», указывая на «удовольствие от принятия на себя ответственности».